# یوهان فریدریش اشترونزه
یوهان فریدریش اشترونزه (انگلیسی: Johann Friedrich Struensee; ۵ اوت ۱۷۳۷ – ۲۸ آوریل ۱۷۷۲) یک سیاست‌مدار اهل آلمان بود.